# 岩手県道263号折壁大原線
岩手県道263号折壁大原線（いわてけんどう263ごう おりかべおおはらせん）は、岩手県一関市を通る一般県道である。

## 概要
一関市室根町の国道284号から北へ分岐し、室根高原県立自然公園を縦断して一関市大東町の国道343号に至る。

### 路線データ
- 起点：一関市室根町折壁字新館前（国道284号交点）
- 終点：一関市大東町大原字一ノ通（国道343号交点）

## 地理

### 通過する自治体
- 一関市

### 交差する道路
- 国道284号（起点）
- 国道343号（終点）

### 沿線の施設など
- 室根高原県立自然公園